# Đài quan sát Tartu

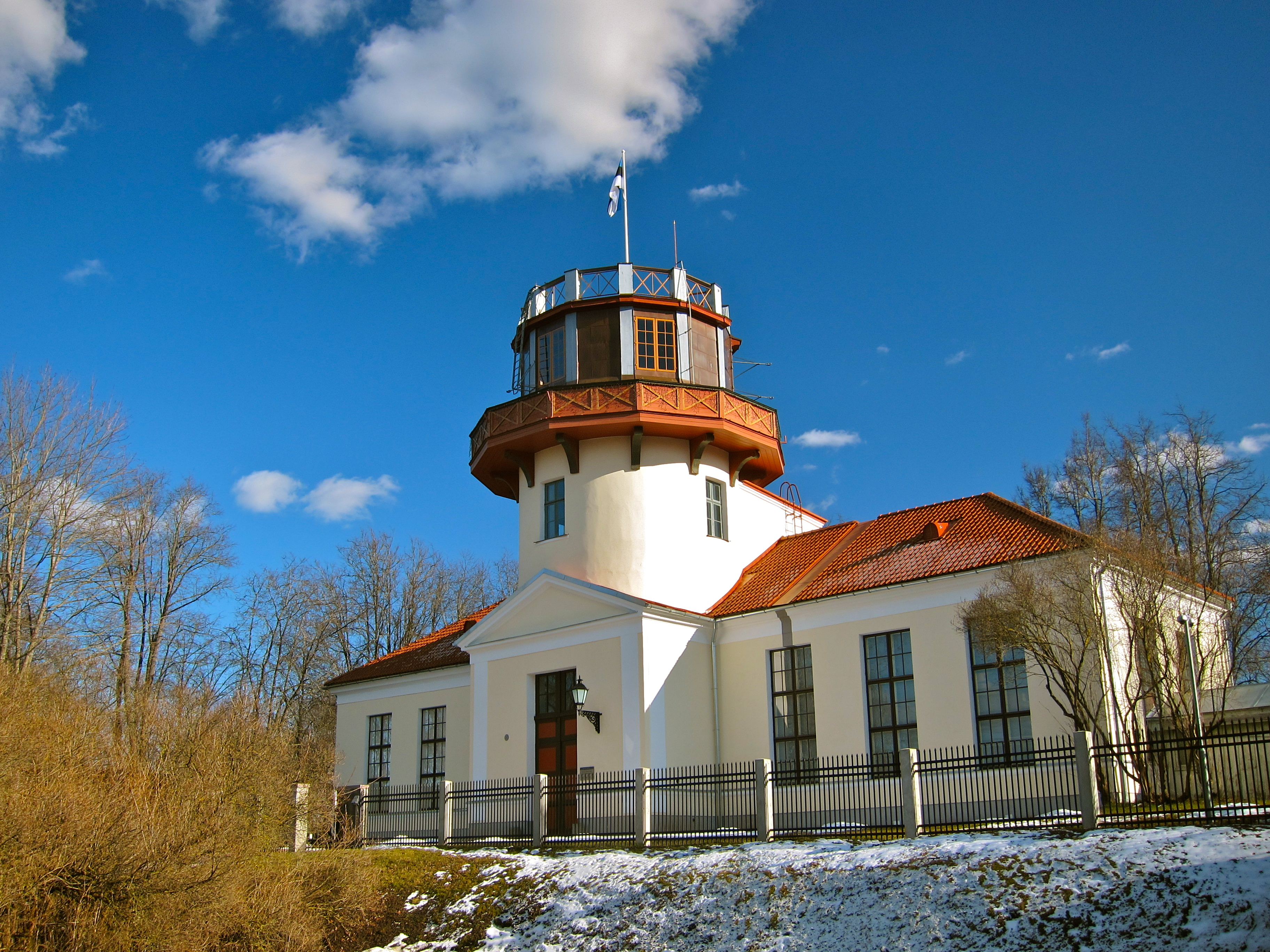
Đài quan sát Tartu (cũ) đang xây dựng.

Đài quan sát Tartu (Tiếng Estonia: Tartu Observatoorium) là đài quan sát thiên văn lớn nhất ở Estonia. Nó nằm trên đồi Tõravere, cách Tartu, Noo Parish 20 km về phía Tây nam, thuộc tỉnh Tartu. Đài quan sát cũ Tartu là nơi làm việc của nhà thiên văn học Friedrich Georg Wilhelm von Struve, thuộc Vòng cung trắc đạc Struve, là di sản thế giới vào năm 2005, và nó là điểm tham chiếu đầu tiên.
Đài quan sát có hai kính viễn vọng là Kính viễn vọng Cassegrain đường kính 1.5 mét là kính viễn vọng lớn nhất Bắc Âu, được sử dụng để quan sát quang phổ và kính viễn vọng đường kính 0.6 mét dùng để quan sát trắc quang. Ngoài ra là rất nhiều các dụng cụ dùng để theo dõi và quan sát khí tượng

## Lịch sử
Đài quan sát Tartu được thành lập tại Đại học quốc gia Dorpat vào năm 1802. Việc xây dựng đài quan sát được hoàn thành vào năm 1810 trên ngọn đồi Toome, Dorpat. Các công cụ quan sát thiên văn đã được lắp đặt vào năm 1814 bởi Friedrich Georg Wilhelm von Struve, người sau đó giảng dạy và quan sát tại đài thiên văn. Năm 1824, một kính thiên văn không màu lớn nhất thế giới vào thời điểm đó được lắp đặt tại đây.  Năm 1816, trước cửa tòa nhà trở thành điểm trắc đạc và đài quan sát đã trở thành điểm đầu tiên.
Năm 1946, Đài quan sát Tartu được tách ra từ trường đại học và sáp nhập vào Viện Hàn lâm Khoa học Estonia. Các nhà chức trách bắt đầu xem xét để lập một cơ sở quan sát mới vào năm 1950. Đồi Tõravere được chọn là nơi để xây dựng vào năm 1958.
Năm 1963, việc xây dựng đài quan sát mới hoàn thành, một số cơ sở vật chất được di chuyển sang đài quan sát mới.
Năm 1964, một hội nghị quốc tế đã được tổ chức và Đài quan sát Tartu đã được đổi tên thành Đài quan sát von Struve.
Năm 1974, Kính thiên văn Cassegrain đường kính 1,5 mét được lắp đặt và trở thành kính viễn vọng hoạt động chính của đài quan sát.
Năm 1995, tên của đài thiên văn đã được đổi trở lại ban đầu là Đài quan sát Tartu.
Năm 1998, một kính phản xạ 0,6 mét đã được lắp đặt.
Việc xây dựng đài quan sát cũ nhằm phục vụ như là một viện bảo tàng và là một trung tâm giáo dục khoa học.
Các nhà khoa học đáng chú ý đã từng làm việc tại đài quan sát Tartu như: von Struve, Johann Heinrich von Mädler, Thomas Clausen, Ernst Julius Öpik, Grigorij Kuzmin, Jaan Einasto.